# Peltaea steinbachii
Peltaea steinbachii är en malvaväxtart som beskrevs av Antonio Krapovickas och Cristobal. Peltaea steinbachii ingår i släktet Peltaea och familjen malvaväxter. Inga underarter finns listade i Catalogue of Life.